# Aethionema
Aethionema là chi thực vật có hoa trong họ Cải.

## Các loài
Chi này gồm các loài:
- Aethionema antitaurus
- Aethionema cordifolia: Lebanon stonecress
- Aethionema grandiflorum: Persian stonecress
- Aethionema iberideum
- Aethionema oppositifolium
- Aethionema retsina
- Aethionema saxatile (đồng nghĩa Aurinia saxatilis)[2]
- Aethionema thomasianum